# جبرية (فلسفة)
الجبرية أو الإيمان بالقضاء والقدر[بحاجة لمصدر] هو مذهب فلسفي يشدد على إخضاع جميع الأحداث أو الإجراءات للقدر.
تشير القدرية عموماً إلى أي من الأفكار التالية:
1. رؤية أننا عاجزون على القيام بأي شيء آخر غير ما نقوم به فعلا.[3] ويدخل في هذا هو أن الرجل ليس لديه القدرة على التأثير على المستقبل، أو في الواقع، أو في تصرفاته الخاصة.[4] هذا الاعتقاد مشابه جدا للقدرية.
2. موقف من الانسحاب في مواجهة بعض الأحداث أو الأحداث التي يعتقد أن يكون لا مفر منه في المستقبل. فريدريش نيتشه سمى هذه الفكرة بـ «القدرية التركية»[5] في كتابه «الهيّام وظله».[6]
3. أن القبول ملائم، بدلا من المقاومة ضد الحتمية. هذا الاعتقاد مشابه جدا للإنهزامية.

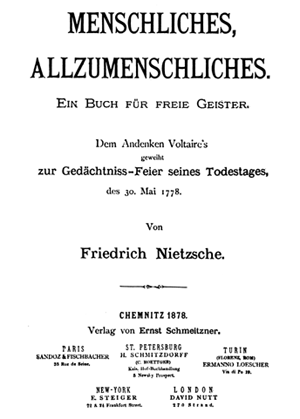
كتاب "الهيّام وظله" لفريدريك نيتشه

## العصور القديمة
الآجيفيكا (تكتب أيضا Ajivaka، تعني حرفيا «الحياة» في اللغة السنسكريتية) كان نظام الفلسفة الهندية القديمة وحركة التقشف لفترة ماهجانابادا في شبه القارة الهندية. يعتقد أتباع الآجيفيكا أن دورة تناسخ الروح تم تحديدها من قبل من حيث المبدأ الكوني الدقيق والغير شخصى الذي يدعى نياتى (مصير أو مصير) التي كانت مستقلة تماما عن تصرفات الشخص. ولذلك فإن المصادر نفسها جعلتهم يكونون مؤمنين بالقضاء والقدر بشدة، مع عدم إيمانهم بالكارما.
«إذا تقرر تحديد كل الحوادث المستقبلية بشدة... قد يمكن القول بمعنى آخر أن الأحداث القادمة موجودة بالفعل. يوجد مستقبل في الحاضر، وكلاهما موجود في الماضي. الوقت هو بالتالي وهمى على التحليل النهائي». «كل مرحلة من مراحل العملية هي دائماً حاضر... فإن الروح التي حققت الخلاص ولادتها الأرضية لا تزال حاضرة. لا يتم تدمير أي شيء ولا إنتاج أي شيء... ليس فقط كل شيء محدد، ولكن التغيير والتطوير في أي شئ هو وهم كوني». ماكالى جوزلا كان مدرسا زاهدا من الهند القديمة. ويعتبر انه قد ولد في 484 قبل الميلاد وكان معاصرا لسيدهارتا غوتاما، مؤسس البوذية، ومهافيرا، والترثنكارا الرابع والعشرين والأخير لليانية.

## الحتمية والقدرية
في حين أن الشروط غالبا ما تستخدم بالتبادل، الإيمان بالقضاء، والحتمية، والقدرية هم منفصلون بشدة على جوانب مختلفة من عدم جدوى إرادة الإنسان أو التنسيق المسبق للمصير. ومع ذلك، لكل هذه المذاهب قاعدة مشتركة.
يتفق الحتميون عموما أن الأنشطة البشرية تؤثر على المستقبل ولكن هذا العمل الإنساني هو في حد ذاته تحدده السلسلة السببية من الأحداث السابقة. وجهة نظرهم لا تبرز «تقديم» لقدر أو مصير، في حين المؤمنون بالقضاء والقدر يؤكدون على تقبل أن الأحداث المستقبلية لا مفر منها. ويعتقد الحتميون أن المستقبل ثابت خصوصا بسبب السببية. مؤمنون بالقضاء والقدريون يعتقدون أن بعض أو جميع جوانب المستقبل لا مفر منها، ولكن ليس بالضرورة بسبب السببية بالنسبة للمؤمنين بالقضاء والقدر.
الجبرية هو مصطلح أكثر مرونة من الحتمية. وجود فرص أو «لاحتميات» تاريخية، أي الأحداث التي لا يمكن التنبؤ بها عن طريق معرفة مجردة بالأحداث الأخرى، هي فكرة لا تزال متوافقة مع الجبرية. وضرورة (مثل قانون الطبيعة) يحدث تماما كصدفة لا محالة كلاهما يمكن تصورهما أنهما شئ سائد.
وبالمثل، الحتمية هو مصطلح أوسع من القدرية، والقدريون (كنوع معين من الحتميين)، يعتقدون أن كل حدث واحد أو أثر ينجم عن سلسلة غير منقطعة من الأحداث التي تعود إلى أصل الكون. الحتميون يتمسكون بوجهة نظر أكثر عمومية، وفي الوقت نفسه، يعتقد أن كل حدث هو على الأقل ناجم عن الأحداث السابقة الأخيرة، إن لم يكن أيضا امتداد من أحداث بعيدة غير منقطعة كتلك التي تعود في الوقت لأصول الكون الأولى.
الجبرية، وذلك بالرجوع إلى «المصير» الشخصي أو لـ«الأحداث المقدرة» يعني بشدة وجود شخص ما أو شيء ما وضع «الأقدار». عادة ما يتم تفسيره بكائن واعى، واسع العلم أو القوة التي قامت بالتخطيط بشكل شخصى وبالتالي يعرف في جميع الأوقات الخلافة الدقيقة لكل حدث في الماضي والحاضر والمستقبل، ولا يمكن تغيير أي منها.

## حجة الخمول
وكانت إحدى الحجج القديمة الشهيرة المتعلقة بالقضاء والقدر ما يسمى حجة الخمول. وتقول بأنه إذا كان كل شئ مقدّر، فإنه سيكون من غير المجدي بذل أي جهد لتحقيق ذلك. قام اوريجانوس وشيشرون بوصف حجة الخمول بهذا الشكل:
- إذا كان مقدرا لك التعافي من هذا المرض، فإنك سوف تتعافى سواء استدعيت الطبيب أم لا.
- وبالمثل، إذا كان قدرك ألا تتعافى، فأنت لن تفعل سواء استدعيت الطبيب أم لا.
- ولكنه قدرك سواء كنت ستتعافى من هذا المرض، أو أنك لن تتعافى.
- لذلك، من غير المجدي استشارة الطبيب.[7][8]

وتوقع أرسطو حجة الخمول في كتابه (الترجمة) الفصل 9. يعتبر المتحملون أن تكون مغالطة ومحاولة المتحمل خريسيبوس لدحض ذلك من قبل، مشيرا إلى أن استشارة الطبيب شوف تكون مقدرة تماما مثل التعافى. ويبدو أنه قد قدم فكرة أنه في حالات من هذا القبيل في قضية حدثين يمكن أن يكون لهما قدراً مشتركاً، حتى أن أحدهما لا يمكن أن يحدث دون الآخر. مع ذلك، حجة زائفة لأنه فشل اعتبار أن تلك المقدرة للتعافى يمكنها في بعض الأحيان ان ترتبط بتلك المقدرة لاستشارة الطبيب.

## الجبرية المنطقية والحجة من ثنائية التكافؤ
تعود تلك الحجة الشهيرة للإيمان بالقدر إلى العصور القديمة أن الحدث لا يتوقف على السببية أو الظروف المادية بل يستند على حقيقة منطقية فرضاً. هناك إصدارات عديدة من هذه الحجة، بما في ذلك تلك الخاصة بأرسطو  وريتشارد تايلور التي تم الاعتراض عليها ولكن لا تتمتع بالدعم السائد.
الفكرة الرئيسية من القدرية المنطقية هو أن هناك مجموعة من المقترحات الحقيقية (البيانات) حول ما سيحدث، وهذه هي الحقيقية بغض النظر عن متى تتم. لذلك، على سبيل المثال، إذا كان صحيحا اليوم أن غدا سيكون هناك معركة بحرية، إذا لا يمكن أن تفشل في أن تكون معركة بحرية غدا، وإلا فإنه لن يكون صحيحا اليوم أن هذه المعركة ستجري غدا.
حجة تعتمد بشكل كبير على مبدأ ثنائية التكافؤ: فكرة أن أي اقتراح إما صحيح أو خاطئ. ونتيجة لهذا المبدأ، إذا لم يكن الاقتراح كاذب من شأنه أن تكون هناك معركة بحرية، ثم يكون صحيحا. لا يوجد في ما بينهما. ومع ذلك، رفض مبدأ ثنائية التكافؤ، ربما بالقول إن حقيقة اقتراحا بشأن المستقبل هي غير محددة، رؤية مثيرة للجدل لأن المبدأ جزءا مقبولا من المنطق الكلاسيكي.

## انتقادات

### التباس دلالي
تم انتقاد هيكل المنطقي الأساسي من القدرية المنطقية على أنه كذب. هيكل حجتها هو «إما وقوع حدث معين يحدث أو لا يحدث وإذا حدث ذلك، لا يوجد شيء يمكن القيام به لمنع ذلك، وإذا لم يحدث ذلك، ليس هناك ما ينبغي القيام به لتمكينه.» المشكلة في حجة تنشأ مع دلالات «لو». فشلت حجة لأنه يستخدم «لو» على أنها تعني أن الحدث سيحدث مع اليقين المطلق، عندما يكون هناك اليقين، إلا أن الحدث إما يحدث أو لا، عندما تعتبر كلا الخيارين. لا خيار في حد ذاته مؤكد، على الرغم من أن كلا الخيارين معا مؤكدان. استخدام كلمة «لو» بهذه الطريقة أظهرت الحكم بأنه «إذا كان الحدث من المؤكد أن يحدث، إذا ليس هناك ما ينبغي القيام به لمنع ذلك»، ولكن ليس هناك يقين أن هذا الحدث لن يحدث. وبالتالي هذا النوع من الجبرية يعتمد على المنطق الدائري.
انتقاد آخر يأتي من الروائي ديفيد فوستر والاس، الذي في ورقة 1985 "الايمان بالقضاء والقدر ريتشارد تايلور ودلالات القيد البدنية" يشير إلى أن تايلور وصل استنتاجه من القدرية فقط لأن حجته شملت اثنين من مفاهيم مختلفة ومتضاربة من الاستحالة. لم يرفض والاس الجبرية في حد ذاته، كما كتب في كتابه مرور الختام، "إذا أراد تايلور والمؤمنون بالقضاء والقدر بإجبارنا على استنتاج ميتافيزيقي، يجب عليهم أن يقوموا بالميتافيزيقيا، وليس معاني الكلمات، وهذا يبدو مناسب تماما. ويليم ديفرايس وجاي غارفيلد، كلاهما من المستشارين على أطروحة والاس، أعربوا عن أسفهما لأن حجة والاس لم تنشر. ومع ذلك في عام 2010، فقد نشرت الأطروحة بعد وفاته بعنوان "الوقت، المصير، واللغة: مقال عن الإرادة الحرة."

## وصلات خارجية
Fatalism vs. Free Will from Project Worldview